# Charles Uwihoreye
 (septembre 2013).
Si vous disposez d'ouvrages ou d'articles de référence ou si vous connaissez des sites web de qualité traitant du thème abordé ici, merci de compléter l'article en donnant les références utiles à sa vérifiabilité et en les liant à la section « Notes et références ».
Charles Uwihoreye Charles, né en 1947 à Kibilira et décédé en 2009, est une personnalité rwandaise.

## Biographie
Officier rwandais, il a commencé sa carrière en tant qu'officier de la garde présidentielle auprès de Grégoire Kayibanda en 1969, puis l'a poursuivie en tant que commandant de l'école de gendarmerie rwandaise sous la présidence de Juvenal Habyarimana. 
Il fut ensuite mis en prison pour avoir laissé aboutir l'attaque FPR de janvier 1991 dans le secteur de Ruhengeri dont il était le commandant des opérations. Libéré bien avant les accords d'Arusha, il milite - timidement - dans l'opposition jusqu'au début du génocide des Tutsi au Rwanda. 
Il a été réintégré dans l'armée par le gouvernement en 1994 après un bref exil en France et nommé directeur de l'ONATRACOM[Quoi ?]. 
En 2000 il fut nommé directeur des Prisons. En 2009, il a été envoyé par le Ministère de la défense en mission des Nations unies au Darfour. 
Il a entre autres été président de l'ARDHO[Quoi ?] et président de la Fédération rwandaise des échecs, dont il est le fondateur. 
Décédé le 13 octobre 2009 à l'Hôpital Roi Fayçal suite d'une maladie, il fut enterré le 17 octobre 2009 au cimetière militaire de Kanombe, dans la banlieue de Kigali.

## Distinctions
Il a été fait chevalier de la Légion d'honneur par le président Giscard d'Estaing en 1979.